# Teriivaetua
Teri'ivaetua (22 de setembro de 1869 - 4 de dezembro de 1918) foi um membro da Dinastia Pōmare e herdeira presumível quando o Reino de Tahiti foi anexado à França em 1880. 

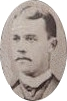
Norman Brander (1864-1930)

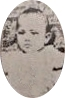
Norman Brander (1864-1930)

## Biografia
Teriivaetua nasceu em Papeete, a segunda filha de Tamatoa V e Moe-a-Mai. Seu pai era o segundo filho sobrevivente do reinante Rainha Pōmare IV e serviu como o rei das ilhas vizinhas de Raiatea e Tahaa antes de ser deposto pelos nativos por causa de seu governo cruel. Sua mãe era filha Maheanuu um Mai e Teriitaumaiterai e, portanto, relacionado com a família, principalmente Mai de Bora Bora e o clã Teva do sul Tahiti. Princesa Teriivaetua tinha o nome uma irmã mais velha Teriiourumaona, que tinha sido dado o nome de Pōmare VI pela sua avó na esperança de que ela seria um dia ser rainha depois de seu tio sem filhos Pōmare V. Ela também tinha um irmão mais novo chamado Tamatoa que morreu jovem e três mais jovem irmãs: Teriimaevarua III, que teria sucesso sua tia no trono de Bora Bora, Princesa Teri'inavahoroa, e a princesa'Aimata 
Em 29 de abril de 1884, ela se casou com Norman Brander (1864-1930), sobrinho da rainha Marau em Papeete. O casal divorciou-se em 21 de janeiro de 1893, depois de a princesa Teriivaetua descobriu que seu marido estava tendo um caso com sua tia Manihinihi "Pri" Salmon (1866-1918). O casamento produziu quatro filhos: 
- John Teri'irereiahurai Teri'inui Brander (7 de julho de 1885 - 6 de dezembro de 1918) casou com Tetuari'i Topa Teura Brander, com descendência.
- Tamatoa Tepauari'i Brander (26 Dezembro de 1887 - 06 de agosto de 1888), morreu jovem.
- Norman Winifield Tamatoa Te-Vahi-tua-i-Pa-chá Brander (23 de março de 1889 - novembro de 1966) casou com sua prima Teri'i Temaeva-rau, com descendência.
- Josephine Brander, que provavelmente se casou com seu primo Ernest Salmon, o filho ilegítimo da rainha Marau e um oficial francês.

Princesa Teriivaetua nunca se casou novamente e morreu em Papeete em 4 de dezembro de 1918, durante o auge da epidemia de gripe que se espalhou a partir da Europa. Ela foi enterrada no Cemitério Real Pōmare em Arue. 